# Płaszczowina podśląska
Płaszczowina podśląska – płaszczowina w północnej części Karpat fliszowych.
W większości zakryta przez nasuniętą z południa płaszczowinę śląską, we wschodniej części Karpat nasunięta jest na płaszczowinę skolską. Widoczna jest w wąskim, przerywanym, łukowym pasie od okolic Cieszyna po Lesko. Występuje także w odsłonięciach okien tektonicznych występujących w płaszczowinie śląskiej, jak np. w Kotlinie Żywieckiej. Składa się z utworów z okresu kredy i paleogenu z przewagą łupków. Miąższość osadów tworzących płaszczowinę podśląską dochodzi do 1000 m.